# Huixtla, Veracruz
Huixtla är en ort i Mexiko.   Den ligger i kommunen Zongolica och delstaten Veracruz, i den sydöstra delen av landet, 260 km öster om huvudstaden Mexico City. Huixtla ligger 99 meter över havet och antalet invånare är 229.
Terrängen runt Huixtla är bergig åt nordväst, men åt sydost är den kuperad. Huixtla ligger nere i en dal. Runt Huixtla är det ganska tätbefolkat, med 222 invånare per kvadratkilometer. Närmaste större samhälle är Cosolapa, 19,6 km öster om Huixtla. I omgivningarna runt Huixtla växer i huvudsak städsegrön lövskog.